# Äsperöd
Äsperöd is een plaats in de gemeente Sjöbo in Skåne, de zuidelijkste provincie van Zweden. De plaats heeft 226 inwoners (2005) en een oppervlakte van 27 hectare.